# 영재 발굴단
《영재 발굴단》은 2015년 3월 25일부터 2019년 12월 18일까지 방송된 교양 프로그램이다.

## 개요
기획 의도
- 우리 주변에 숨어있는 영재를 발굴하여 육성하기 위함이다.

프로그램의 역사
- 2015년 2월 20일 ~ 2월 21일 : 파일럿 편성 (2부작)
- 2015년 3월 25일 ~ 2019년 4월 24일 : 매주 수요일 저녁 8시 55분에 정규 편성되었다.
- 2019년 5월 1일 ~ 2019년 12월 18일 : 1~2부 분리편성되어 방송되었다.

## 방송 시간
| 방송 채널 | 방송 기간                         | 방송 시간                       | 방송 시간                       | 비고           |
| --------- | --------------------------------- | ------------------------------- | ------------------------------- | -------------- |
| SBS TV    | 2015년 2월 20일 ~ 2015년 2월 21일 | 금요일 저녁 8:40 ~ 밤 9:55      | 금요일 저녁 8:40 ~ 밤 9:55      | 파일럿 (2부작) |
| SBS TV    | 2015년 2월 20일 ~ 2015년 2월 21일 | 토요일 오후 6:40 ~ 7:55         |                                 | 파일럿 (2부작) |
| SBS TV    | 2015년 3월 25일 ~ 2019년 4월 24일 | 매주 수요일 저녁 8:55 ~ 밤 9:55 | 매주 수요일 저녁 8:55 ~ 밤 9:55 | 정규 편성      |
| SBS TV    | 2019년 5월 1일 ~ 2019년 12월 18일 | 1부                             | 매주 수요일 저녁 8:55 ~ 밤 9:30 | 분리 편성      |
| SBS TV    | 2019년 5월 1일 ~ 2019년 12월 18일 | 2부                             | 매주 수요일 밤 9:30 ~ 9:55      | 분리 편성      |

- 스포츠 중계 및 특집 방송을 할 때는 결방되며, 명절연휴(설 ㆍ추석) 및 공휴일에는 방송되지 않음.

## 2010년대

### 2019년
- 2월 6일 : 설날특선영화 《너의 결혼식》 편성으로 인한 결방
- 9월 11일 : 추석특선영화 《보안관》 편성으로 인한 결방
- 10월 23일 : SBS 스포츠 2019년 KBO 리그 한국시리즈 2차전 키움 히어로즈 VS 두산 베어스 중계방송으로 인한 결방.

## 참고 사항
- 해당 프로그램이 신설되면서 2011년 6월 29일부터 수요일 저녁 8시 55분에 편성된 한밤의 TV연예는 2015년 3월 25일부터 수요일 밤 11시 10분으로 이동했는데 SBS 시사교양본부는 본 프로그램의 이동 편성에 앞서 불타는 청춘을 내보낼 계획이었으나 출연진 중의 한 명이었던 김국진이 동시간대 MBC 황금어장 라디오스타의 공동 MC를 맡고 있어서[2] 불발되었으며 결국 2015년 3월 27일부터 금요일 밤 11시 20분에 방송되었다.

## 같이 보기
- 문제적남자 (tvN)